# Eusebi Rodríguez Salas
Eusebi Rodríguez Salas (Tarragona, 1885 - 1952) fou un polític català, conegut per ser el comissari general de les forces de policia de Catalunya conseller d'Ordre Públic de la Generalitat de Catalunya pel PSUC, que va tenir un paper central en l'inici dels fets de maig.

## Biografia
Era originari de Valladolid. Havia estat un anarcosindicalista durant la Primera Guerra Mundial. Va ser durant aquest temps quan va perdre un braç mentre assaltava el Banc de Tarragona, raó per la qual era conegut com el manquet. Fou acomiadat de l'empresa per participar en la vaga general de 1917. Com a treballador del ferrocarril, es va unir al Comitè Organitzador del Primer Congrés Provincial de la CNT de Tarragona (11 a 13 abril 1920), on va exercir com a Secretari de la Mesa en la primera reunió i van parlar en la cerimònia de clausura. També va exercir com a secretari de la Unió de Transport Marítim de la CNT el 1921, i va ocupar altres càrrecs de la CNT al llarg de la dècada de 1920.
Tanmateix va començar a allunyar-se políticament d'anarquisme. En 1922-23 s'incorporà a la secció tarragonina del grup La Batalla. El 1930 formà part del primer comitè central del Bloc Obrer i Camperol amb Joaquim Maurín i de la comissió executiva de la Federació Comunista Catalanobalear, organitzant-hi grups de xoc i autodefensa. El 1935 va sortir de la FCCB per unir-se a la Unió Socialista de Catalunya, que el 1936 es va integrar en el Partit Socialista Unificat de Catalunya (PSUC). Tenia fama de pinxo i sense por, ràpidament es va fer un lloc dins de les files del PSUC i va ser nomenat al desembre de 1936 Comissari General pel conseller d'Ordre Públic de la Generalitat de Catalunya Artemi Aiguader i Miró per reemplaçar el menys agressiu (tot i que també antianarquista) Martí Rouret i Callol.
Sales era impopular en la CNT-FAI causa de les seves inclinacions comunistes.
Durant una crisi de govern intern a l'abril de 1937, un article al diari de la CNT Solidaridad Obrera del dia 17 declarava que "[La] manera de prevenir els sacrificis dels nostres camarades de ser reduïda al no-res és ... crear un exèrcit que garanteixi la victòria en la guerra i la revolució i eliminar de la vida pública de Catalunya Comorera, Aiguader, Rodríguez Salas, etc ". El 24 d'abril de 1937 va patir un atemptat fallit contra la seva fida, seguit un dia després de l'assassinat del membre del PSUC, i secretari de la Federació de Treballadors Municipals de la UGT Roldán Cortada i Dolcet. Salas va condemnar l'assassinat de Cortada i el va atribuir als "incontrolables" agents provocadors hostils al Front Popular. Salas va ordenar assaltar el bastió anarquista de la l'Hospitalet de Llobregat sota el pretext que s'hi podien amagar els assassins de Cortada.

## L'Incident de Telefònica
L'edifici de Telefónica a Barcelona era un centre de telecomunicacions. Permetia "el seguiment de qualsevol comunicat del govern o l'exèrcit entre València, la Generalitat i la frontera". En el marc del decret català del 24 d'octubre de 1936 donant als sindicats el control de les grans empreses comercials i industrials confiscades per ells durant els primers dies de la Guerra Civil espanyola, la Telefònica (central telefònica), propietat de la Companyia Telefònica Nacional d'Espanya (una subsidiària de la International Telephone and Telegraph Corporation), va ser controlada nominalment per un comitè conjunt CNT-UGT amb un delegat del Govern català. Els anarcosindicalistes, però, va dominar els afers de l'edifici. El govern republicà coneixia del control que exercien els anarquistes sobre les converses. El 2 de maig de 1937, per exemple, una trucada del president Manuel Azaña al President Lluís Companys va ser interromput per la telefonista anarquista que va dir que les línies havien de ser utilitzades per a qüestions més importants. Companys afirmaria més tard que "totes les trucades telefòniques de les autoritats de la Generalitat, del president de la Generalitat i del President de la República van ser intervingudes."
El secretari general del PSUC Joan Comorera va condemnar els anarquistes per això, dient que, "tots els controls interiors de la central telefònica estan al servei no de la comunitat, sinó d'una organització, i ni el president Azaña ni president Companys, ni ningú més, podien parlar sense que els escoltés un controlador indiscret." En defensa d'aquesta política, Diego Abad de Santillán indicà que es feia per estar al corrent de qualsevol intent per part del govern de conspirar per "retallar els drets del poble" i perquè la CNT pogués actuar en conseqüència. És probable que molts al Govern català (amb l'excepció dels membres de la CNT) eren partidaris d'una acció contra dels anarquistes, encara que cap era anticipadament conscient de les accions de Salas. Josep Tarradellas, d'acord amb les memòries d'Azaña, va ser crític amb les accions de Sales, que qualificava de "perilloses" a causa de la manca de recursos dels governs per preparar-se contra qualsevol resistència, i va advocar per les negociacions sense l'enviament de forces a l'edifici.
En la tarda del 3 de maig de 1937 Salas, possiblement actuant sota les ordres del conseller de seguretat interior Artemi Aiguader recolzat pels comunistes, va visitar l'edifici al centre de la Plaça de Catalunya amb tres camions carregats de guàrdies d'assalt i acompanyat pel representant de la Generalitat al comitè de Telefónica. Salas va ordenar desarmar als sentinelles de l'edifici i li va dir als guàrdies de la porta que ell hi era per fer-se càrrec d'afers de l'edifici en nom del Govern. A continuació, va entrar al Departament de Censors al primer pis, i en aquest moment els membres de la CNT a l'edifici va començar a usar un niu de metralladores per obrir foc contra els homes de Salas. Salas va trucar per telèfon a la recerca d'ajuda, amb una companyia de guàrdies d'assalt que arribaven juntament amb els membres de la FAI Dionisio Eroles i Batlle i Josep Asens Giol. Eroles van demanar als treballadors de la CNT a l'edifici que cessessin el foc i lliuressin les seves armes. A mesura que els treballadors anarquistes dins de l'edifici disparaven les seves armes a l'aire poc abans d'accedir a lliurar-les seves, havien començat els esdeveniments que en els dies posteriors seran coneguts com els fets de maig de Barcelona.
Els consellers de la CNT va exigir la renúncia de Salas i Aiguader. Amb aquesta demanda va arribar crides addicionals a la sortida de tots els membres del PSUC en el gabinet català, però ni el conseller en cap Tarradellas ni en conseller Aiguader ho van complir. Com a part del nou govern provisional acordat en dies posteriors a aturar la lluita a Barcelona, Salas va romandre cap de la comissaria general (encara que Aiguader va dimitir) fins a l'arribada d'Antonio Escobar, un català delegat nomenat pel govern republicà a València. En el sisè govern republicà el ministre de justícia de la CNT Joan Garcia Oliver assenyalà en discussions secretes a través de teletip a Marià Rodríguez i Vázquez que "el ministre de l'Interior ha ordenat la immediata destitució de Rodríguez Salas."

## Darrers anys
Després del final de la Guerra Civil, Salas va fugir a Mèxic i en 1942 va ser expulsat del PSUC. Aleshores era director de la revista Conciencia Ferroviaria i col·laborava a la revista Fructidor, signant articles amb el pseudònim "Rafael Olmedo." El 1944 marxà a la República Dominicana, on es perd el seu rastre.